# Jurdaičiai

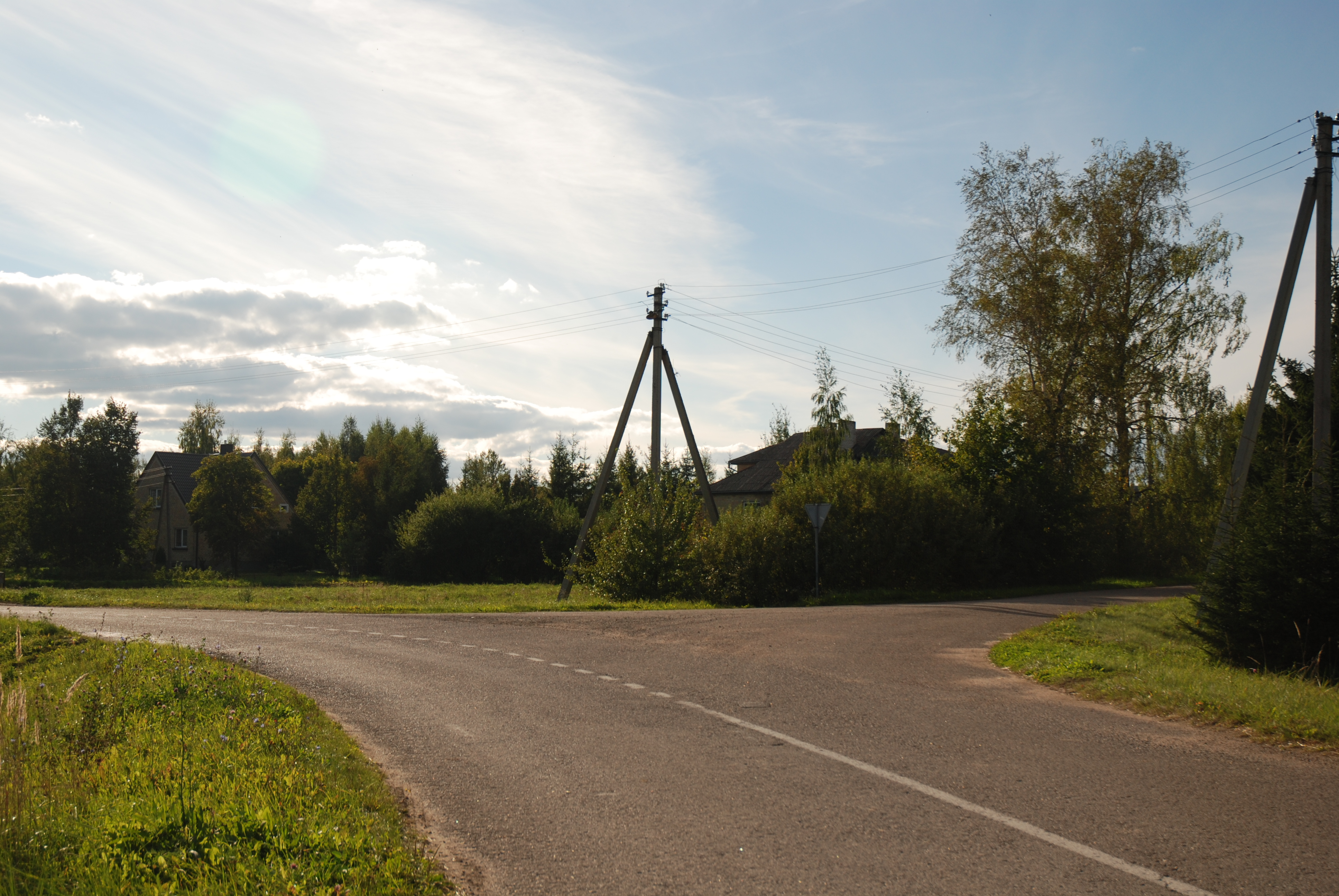

Jurdaičiai ist ein Dorf mit 578 Einwohnern (2001) in der Rajongemeinde Joniškis, Bezirk Šiauliai in Litauen. 

## Geographie
Das Dorf liegt an der Fernstraße Skaistgirys–Jankūnai, 16 km westlich von der Stadt Joniškis, 9 km südlich von Skaistgirys. 
Im Osten von  Jurdaičiai fließt der Vešėtinis. Um das Dorf liegen die Wälder (Beržynė, Maldeniai (Obelynė) und Didmiškis). 

## Geschichte
Es gab von 1919 bis 1939 den Gutshof Jurdaičiai (dort gibt es seit 1990 ein Pensionat).
Von 1957 bis 2009 gab es eine Grundschule, einen Kindergarten. Seit 2007 gibt es in  Jurdaičiai einen Jugendclub „JJC“.